# Cosmin Iosub
Cosmin-Teodor Iosub (n. 21 mai 1999) este un politician român, ales în 2024 deputat din partea partidului Alianța pentru Unirea Românilor (AUR). 

## Biografie
Cosmin-Teodor Iosub s-a născut pe 21 mai 1999 la județul Covasna, România, de unde a crescut.

## Carieră politică

### Deputat (2024–prezent)

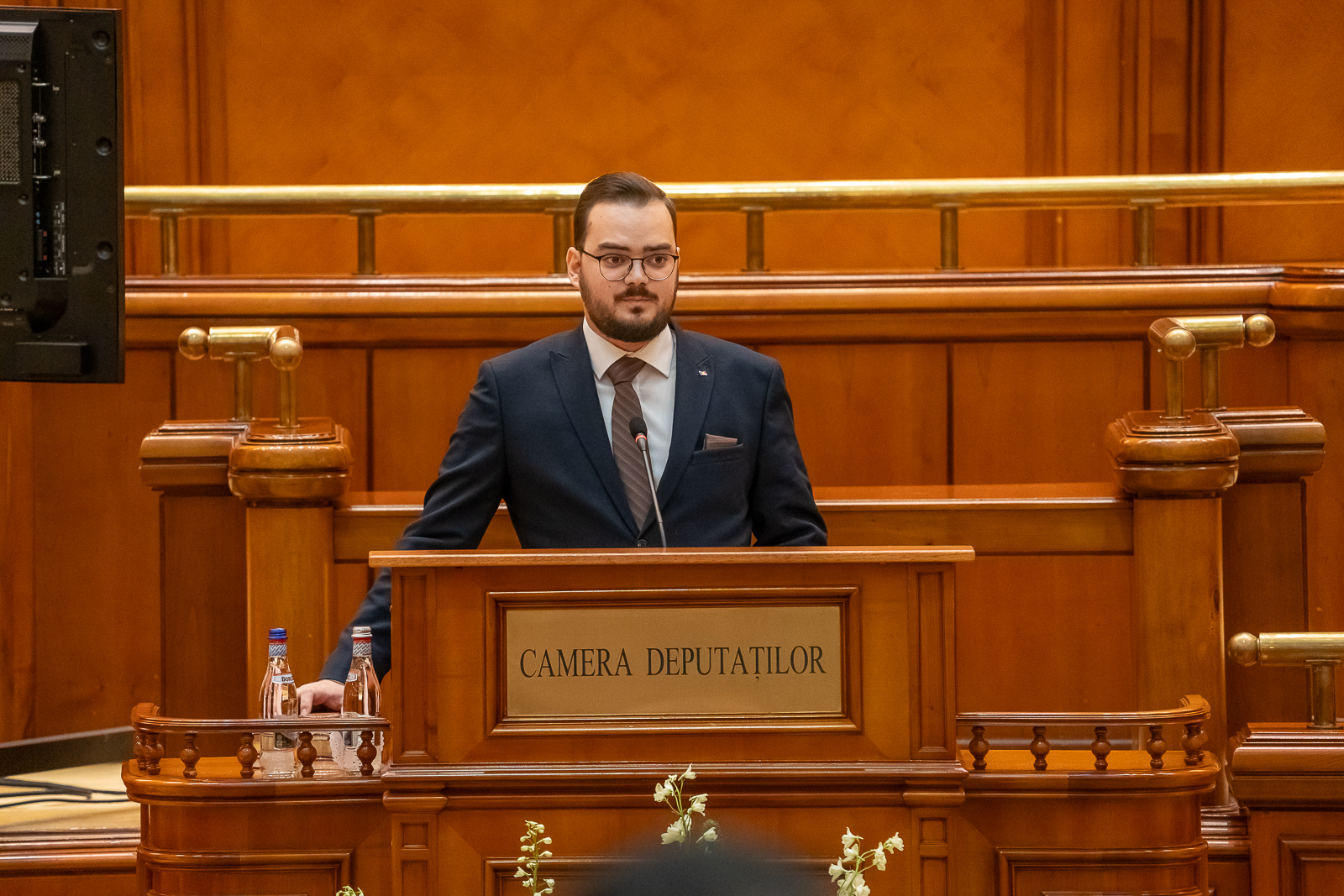
Iosub depunând jurământul, 21 decembrie 2024

Pe 11 octombrie 2024, Iosub a fost nominalizat pentru a candida în județul Dolj. La alegerile parlamentare din 2024 pe 1 decembrie, Iosub fost ales deputat în circumscripția nr. 17 Dolj, din partea partidului Alianța pentru Unirea Românilor (AUR, preluând mandatul la 21 decembrie. În prezent este membru al Comitetului pentru tehnologia informației și Comunicațiilor, precum și al Comisiei pentru comunitățile de români din afara granițelor țării.comunitățile de români din afara granițelor țării.